# Lebanon Junction (Kentucky)
Pour les articles homonymes, voir Lebanon Junction.
Lebanon Junction est une ville américaine située dans le comté de Bullitt, dans le Kentucky. Selon le recensement de 2020, sa population est de 1 746 habitants.